# Alex Harvey
Alex Harvey (Glasgow, 5 de Fevereiro de 1935 — 4 de Fevereiro de 1982) foi um cantor escocês de rock and roll. Com a sua "Sensational Alex Harvey Band", construiu uma forte reputação como artista ao vivo durante a era do Glam Rock dos anos 1970. A banda era reconhecida pelo seu ecletismo e as suas actuações energéticas ao vivo e pela pessoa carismática de Harvey.

## Discografia
- Alex Harvey's Soul Band (1964)
- The Blues (1964)
- Hair Rave Up (1969)
- Roman Wall Blues, (1969)
- Piggy Go Getter (1970)
- Tear Gas (1971)
- Joker Is Wild (1972), relançado como This Is
- Framed (1972)
- Next (1973)
- Alex Harvey Talks About Everything (1974)
- The Impossible Dream (1974)
- Live (1975)
- Tomorrow Belongs To Me (1975)
- The Penthouse Tapes (1976)
- SAHB Stories (1976)
- Alex Harvey Presents: The Loch Ness Monster (1977)
- Big Hits And Close Shaves (1977)
- Rock Drill (1978)
- The Mafia Stole My Guitar (1979)
- Soldier On The Wall (1982)
- BBC Radio 1 Live in Concert (1995)
- Live on the Test (1995)
- The Sensational Alex Harvey Band (1997)
- British Tour '76 (2004)
- Framed & Next (2006)
- The Impossible Dream & Tomorrow Belongs To Me (2006)
- Live & The Penthouse Tapes (2006)
- SAHB Stories & Rock Drill, (2006)
- Live At The BBC (2009)
- Hot City (2009)